# Picatarta collblanc
El picatarta collblanc (Picathartes gymnocephalus) és una espècie d'ocell de la família dels picatàrtids (Picathartidae). Es troba a Guinea, Sierra Leone, Libèria, Costa d'Ivori i Ghana. Els seus hàbitats són els cursos d'aigua, els boscos tropicals i subtropicals de frondoses humits de les terres baixes i els boscos molt degradats. El seu estat de conservació es considera vulnerable.